# Лутер (Мичиген)
Лутер (енгл. Luther) град је у америчкој савезној држави Мичиген.

## Демографија
По попису из 2010. године број становника је 318, што је 21 (-6,2%) становника мање него 2000. године.
| Група             | 2000.       | 2010.       |
| Белци             | 306 (90,3%) | 299 (94,0%) |
| Афроамериканци    | 2 (0,6%)    | 1 (0,3%)    |
| Азијати           | 1 (0,3%)    | 0 (0,0%)    |
| Хиспаноамериканци | 11 (3,2%)   | 9 (2,8%)    |
| Укупно            | 339         | 318         |